# Casas de Carrasco
Casas de Carrasco es una aldea perteneciente al municipio de Santiago-Pontones, en la provincia de Jaén (Andalucía, España). Se encuentra a unos 3 km aprox. por carretera de Pontones, en la comarca de la Sierra de Segura, dentro del Parque natural de Cazorla, Segura y Las Villas. Cuenta con una población a 1 de enero de 2020 según el INE de 13 personas.

## Demografía
Evolución de la población
| Gráfica de evolución demográfica de Casas de Carrasco entre 2000 y 2019 |
|                                                                         |
| Población de derecho (2000-2019) según el padrón municipal del INE      |

## Geografía
La aldea se sitúa en un altiplano, a más de 1.450 metros de altitud, entre los Campos de Hernán Pelea, que quedan al sur, y el valle del Guadalquivir, al oeste, y a 4 km al norte del nacimiento del río Segura. Desde la aldea se divisa con facilidad el Banderillas. Tal altitud le confiere a la aldea y su contorno un paisaje norteño peculiar e impropio de tales latitudes andaluzas.
Junto a la aldea discurre la carretera autonómica andaluza A-317, que de Pontones dirige hasta Hornos, entre otras localidades.

## Economía
La economía de la aldea gravita en torno a la ganadería, principalmente en la producción de cordero segureño. Es destacable también la agricultura, centrada en la producción de cereal.